# Moncton

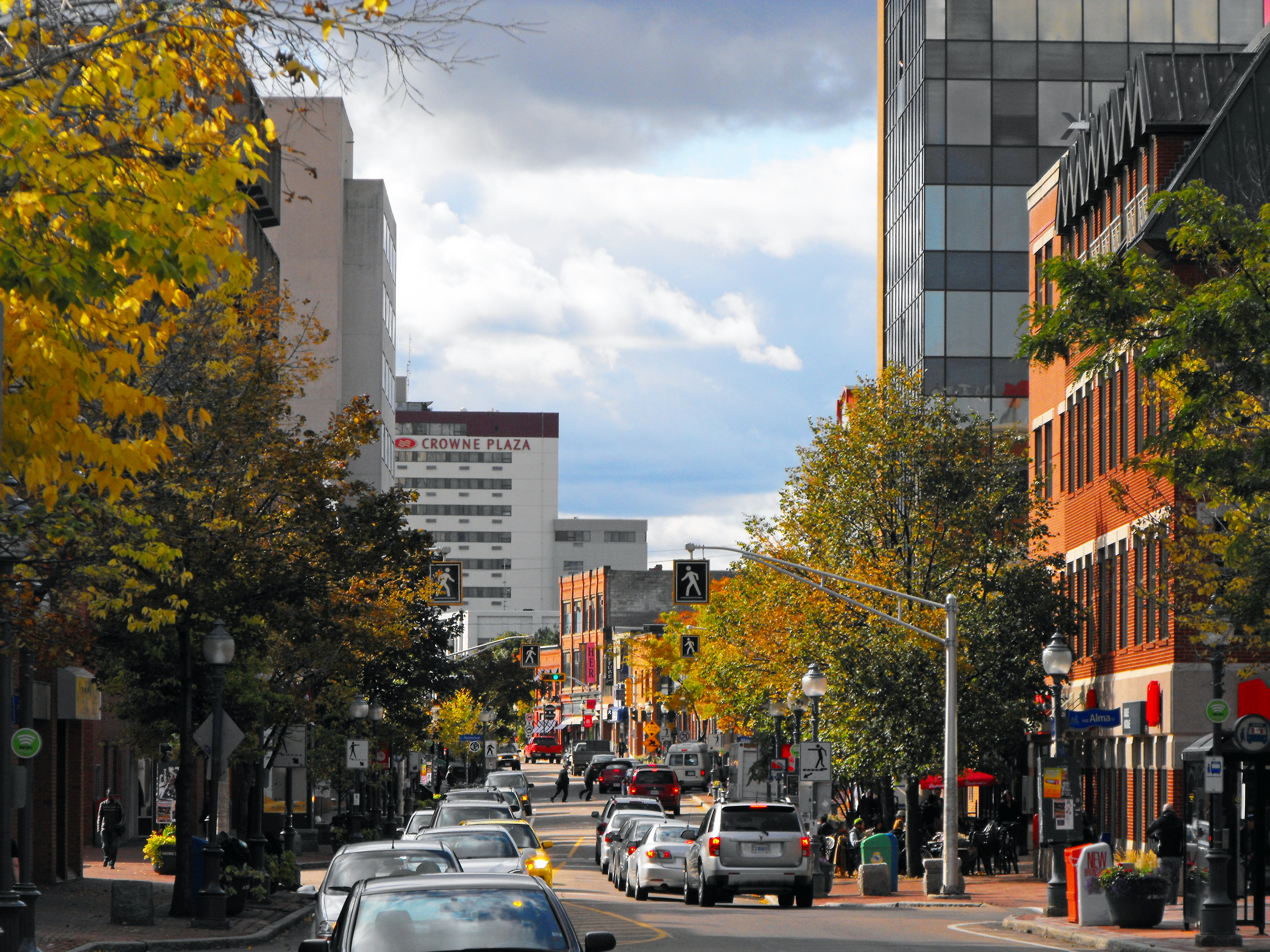
Innenstadtbereich von Moncton

Moncton ist eine Stadt in der kanadischen Provinz New Brunswick an der Ostküste des Landes.
Mit 71.889 Einwohnern (Stand 2016) ist sie vor Saint John (67.575 Einwohner) die größte Stadt der Provinz. Ihre Fläche beträgt 142 km². Den Spitznamen „Hub City“ bekam die Stadt, da sie zentral in den Maritimes liegt und einen bedeutenden Verkehrsknotenpunkt für Bahn- und Straßenverbindungen bildet.
Gemeinsam mit den Nachbarstädten Dieppe, Riverview sowie den Gemeinden Westmorland und Albert Counties bildet Moncton eine Metropolregion mit rund 144.810 Einwohnern (Stand: 2016). Etwa 65 % der Einwohner sprechen Englisch, 35 % Französisch. Die Bevölkerung ist fast ausschließlich weiß.

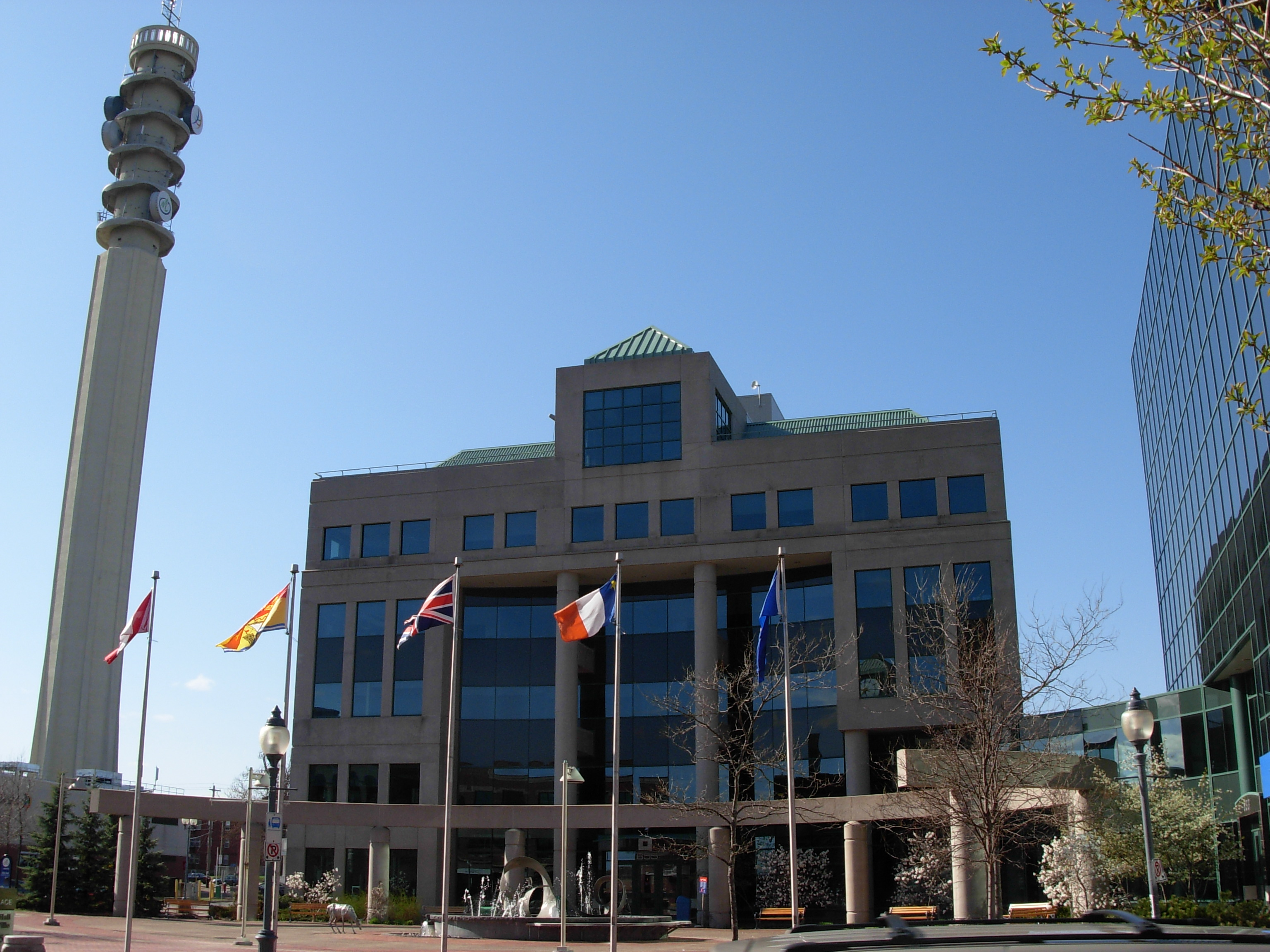
Die Moncton City Hall

Vom 4. bis zum 12. April 2009 fanden in dem 7000 Sitzplätze fassenden Moncton Coliseum die Curling-Weltmeisterschaften der Männer statt.

## Geschichte
Im Jahr 1733 gründeten die französischen Siedler den Ort Le Coude, wo um 1766 Siedler aus Pennsylvania einzogen. Den gegenwärtigen Namen trägt der Ort zu Ehren des Obersts Robert Monckton.

## Lage
Moncton liegt südöstlich in New Brunswick im geografischen Zentrum der Seeprovinzen. Die Stadt befindet sich etwa 100 km südwestlich von Prince Edward Island und grenzt nördlich an den Petitcodiac River an dem Punkt, an dem der Fluss von Westost nach Nordsüd verläuft.

## Wirtschaft und Infrastruktur
Die Wirtschaft ist stark vom Dienstleistungssektor geprägt. Mehrere Handels-, Transport- und Verteilungszentren befinden sich in der Stadt. Durch die zentrale Lage in der Provinz dient Moncton als Umschlagsplatz für Güter. Die Gesamtpopulation im Umkreis von drei Fahrtstunden beträgt etwa 1,4 Millionen Einwohner. Weiterhin spielen Finanzdienstleistungen, die Informationstechnik (IT) und der Bildungs- und Gesundheitsbereich eine wichtige wirtschaftliche Rolle in der Stadt.
Moncton erhielt nationales Ansehen durch seine starke Wirtschaftsleistung. Die Arbeitslosenquote beträgt sechs Prozent und liegt somit unter dem nationalen Durchschnitt. 2004 wurde die Stadt von kanadischen Wirtschaftsmagazinen als „The best city for business in Canada“ bezeichnet. 2007 hat das FDi Magazin die Stadt zum „Most business friendly small-sized city in North America“ gekürt.
Eine Anzahl von nationalen und regionalen Unternehmen haben ihren Hauptsitz in Moncton; darunter Atlantic Lottery Corporation, Assumption Life Insurance, Medavie Blue Cross Insurance, Armour Transportation Systems, Imvescor, Major Drilling Group International, PropertyGuys.com und Co-op Atlantic.
In Moncton befinden sich 37 Callcenter, die über 5000 Mitarbeiter beschäftigen. Die größeren davon betreiben die Unternehmen Asurion, BBM Canada, ExxonMobil, Royal Bank of Canada, UPS, Fairmont Hotels, Rogers Communications und Sitel. Zu den in der Stadt ansässigen High Tech-Unternehmen zählen Nanoptix, International Game Technology, OAO Technology Solutions, Spielo International, TrustMe und BelTek Systems Design.
Das kanadische Großunternehmen J. D. Irving hat seinen Hauptsitz in Moncton und mehrere Produktionsstandorte in der Stadt. Es ist in den Bereichen Forstbetriebe, Papierindustrie, Landwirtschaft, Lebensmittelproduktion, Transport und Logistik sowie Schiffsbau tätig und beschäftigt mehrere Tausend Mitarbeiter in der Region.
Es gibt insgesamt drei Industriegebiete in Moncton. J. D. Irving hat seine Produktionsstandorte im Dieppe Industrial Park angesiedelt. Maple Leaf Foods beschäftigt mehrere Tausend Mitarbeiter im Moncton Industrial Park. Molson/Coors eröffnete 2007 eine neue Brauerei im Caledonia Industrial Park. In allen drei Industriegebieten gibt es mehrere Lagerhäuser sowie Logistikunternehmen.
Eine vierspurige Brücke, die Gunningsville Bridge, wurde 2005 fertiggestellt und verbindet die Innenstadt von Moncton mit der Innenstadt des südlich angrenzenden Riverview. Auf der Moncton-Seite ist die Brücke durch den Vaughan Harvey Boulevard und Assumption Boulevard erreichbar. Die Brücke führte zu einem wirtschaftlichen Aufschwung in diesem Stadtteil. Es wurden mehrere Neubauten errichtet, u. a. 2006 das Blue Cross Centre, ein Bürogebäude. Außerdem wurde 2008 das Hotel Residences Inn der Hotelkette Mariott eröffnet. Ein neues Gerichtsgebäude wurde 2011 am Assumption Boulevard fertiggestellt. Des Weiteren existiert ein Bauprojekt für eine neue große Mehrzweck-Veranstaltungshalle, die mit bis zu 10.000 Sitzplätzen ausgestattet sein soll.
Der Einzelhandel in Moncton ist sehr wichtig für die Wirtschaft. In Moncton und in den Nachbarstädten befinden sich neben den Geschäften in der Innenstadt zwei große Einkaufszentren. Das Champlain Place in der direkten Nachbarstadt Dieppe verfügt über 150 Geschäfte auf einer Fläche von rund 76.000 m2 und ist somit das nach Verkaufsfläche größte Einkaufszentrum in den Atlantischen Provinzen. Ein weiteres kleineres Einkaufszentrum, das Wheeler Park Power Centre am Trinity Drive befindet sich in Moncton. Das Champlain Place wurde in den vergangenen Jahren für 14 Millionen $ kernsaniert. Ein weiteres Einkaufszentrum an der Mapleton Road befindet sich im Bau.

## Sport
In der Stadt sind die Moncton Wildcats aus der Ligue de hockey junior majeur du Québec im Eishockey beheimatet.
Seit der Saison 2017/18 beheimatet Moncton ein Team der National Basketball League of Canada, die Moncton Magic.

## Tourismus
Der Magnetic Hill Zoo ist seit 1953 geographisch Teil der Stadt und wird seit 1979 finanziell von ihr getragen.

## Bildung und Forschung
In Moncton gibt es zwei Schulaufsichtsbehörden für die staatlichen Schulen, da es in der Stadt englischsprachige sowie französische Schulen gibt. Insgesamt gibt es 34 Grund- und weiterführende Schulen bis zur High School. District 1 gehören neun französischsprachige Schulen an, zum District 2 gehören 25 englischsprachige Schulen.
Vier Universitäten befinden sich in Moncton oder dem näheren Umkreis. Die Université de Moncton ist eine staatliche französischsprachige Universität sowie die größte außerhalb von Québec mit rund 4000 Studenten. Sie verfügt über mehrere Fakultäten und bietet neben Bachelor- auch Masterstudiengänge an. Ein Schwerpunkt ist die akadische Sprache; der Rückbesinnung auf sie verdankt die Universität ihre Gründung 1963.
Die Crandall University ist eine private Universität mit rund 800 Studenten. Sie bietet Abschlüsse in diversen Studienrichtungen an. 2009 begannen die Ausbauarbeiten, um die Kapazitäten auf 1200 Studenten zu erweitern.
Die University of New Brunswick mit rund 300 Studenten verfügt über einen kleinen Campus in Moncton, speziell für den medizinischen und Gesundheitsbereich. Er befindet sich am Moncton Hospital und bietet Studiengänge für Krankenschwestern sowie weiteres medizinisches Fachpersonal an.
Die Mount Allison University ist eine öffentlich finanzierte Universität, die sich etwa 40 km von Moncton in Sackville befindet mit rund 2500 Studenten in diversen Bachelor- und Masterstudiengängen.

## Partnerstädte
- Lafayette, Vereinigte Staaten
- Parma, Italien
- North Bay, Kanada

## Verkehr

### Luftverkehr
Östlich von Dieppe befindet sich der Greater Moncton Roméo LeBlanc International Airport (IATA-Flughafencode: YQM, ICAO-Flughafencode: CYQM). Da der Platz durch Nav Canada als Airport of Entry klassifiziert ist und dort Beamte der Canada Border Services Agency (CBSA) stationiert sind, ist hier eine Einreise aus dem Ausland zulässig. Der Flughafen verbindet die Region mit mehreren Städten in Kanada sowie in den Vereinigten Staaten. 2002 wurde ein neues Terminal fertiggestellt. Etwa 575.000 Passagiere pro Jahr nutzen den Flughafen. Das macht ihn zum zehntgrößten in Kanada. Flüge finden nach Halifax, Montreal, Ottawa, Toronto, Hamilton und New York City statt. Der Flughafen wird im Linienbetrieb von Air Canada, PAL Airlines, Porter Airlines, Swoop und Westjet Airlines angeflogen. Des Weiteren gibt es saisonale Flugverbindungen, die von Air Transat und Sunwing Airlines angeboten werden. FedEx und Purolator nutzen den Flughafen als Güterumschlagsplatz und betreiben dort eine entsprechende Infrastruktur. im nördlichen Stadtgebiet befindet sich mit dem „Moncton/McEwan Airport“ (IATA-Flughafencode: ohne, ICAO-Flughafencode: ohne) noch ein kleiner privater Flugplatz für die allgemeine Luftfahrt.
Auf dem Gelände befindet sich auch das Moncton Flight college, die größte Flugschule im ganzen Land. Des Weiteren ein RCMP Air Service der kanadischen Bundespolizei Royal Canadian Mounted Police (RCMP), sowie die Hubschrauber-Rettungseinheiten der New Brunswick Air Ambulance.
Das Moncton Area Control Centre ist eines von sieben regionalen Air Traffic Centres von Nav Canada. Es koordiniert rund 430.000 Flüge pro Jahr. 80 Prozent davon sind Flüge, die in den kanadischen/nordamerikanischen Luftraum einfliegen oder diesen verlassen.

### Schienenverkehr

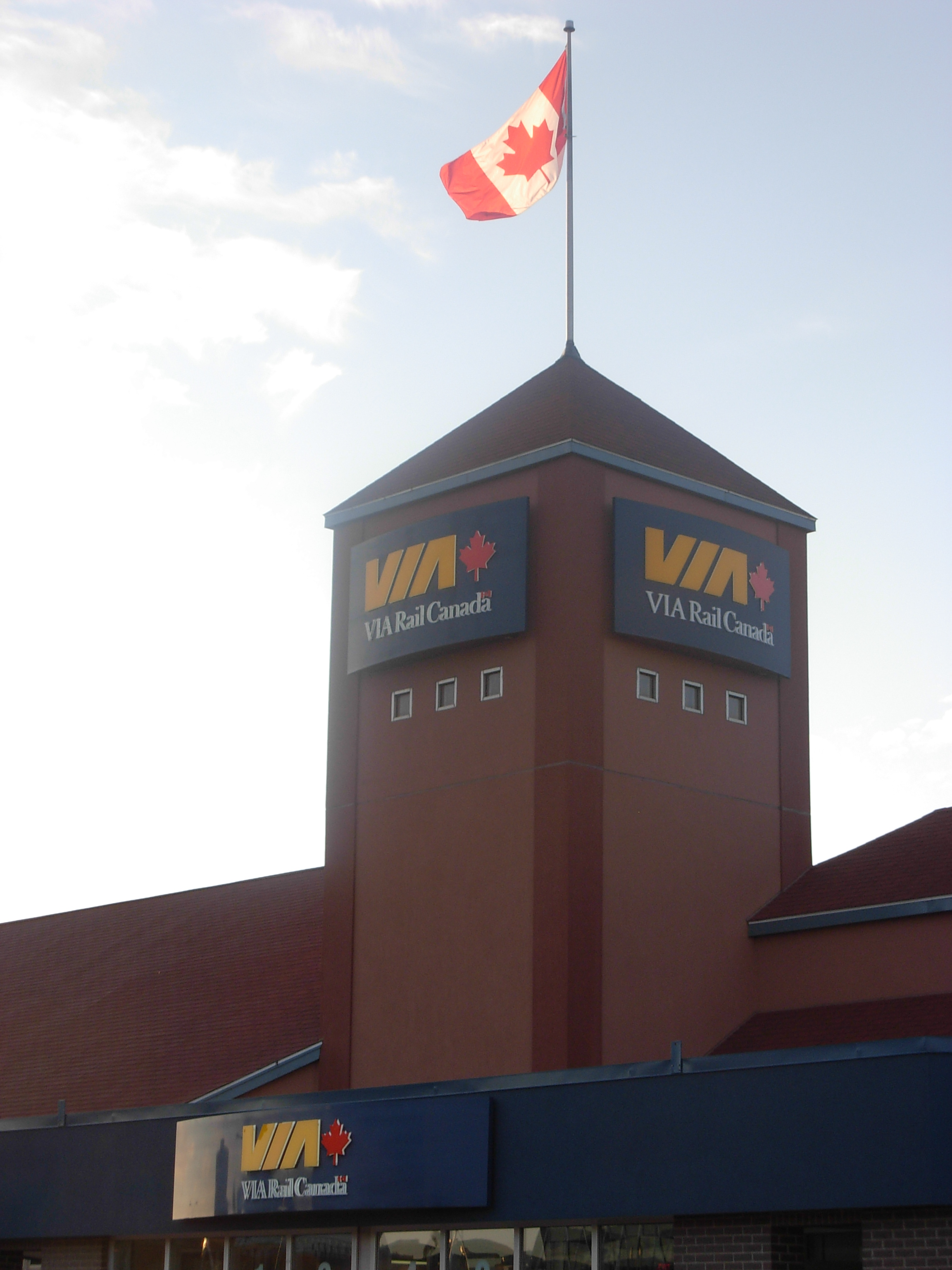
Der VIA Rail Canada Moncton-Bahnhof in der Innenstadt

Der Güterverkehr in Moncton wird von der Canadian National Railway betrieben, Der Personenverkehr von der VIA Rail Canada. VIA Rail verfügt über einen Bahnhof in der Innenstadt, der an sechs Tagen pro Woche angefahren wird und Moncton mit Halifax und Montreal verbindet.

### Highways
Moncton befindet sich an der Route 2 des Trans-Canada Highway, der von Nova Scotia im Osten nach Fredericton und Québec im Westen verläuft. Darüber hinaus verbinden weitere Landstraßen Moncton mit anderen Städten. Die New Brunswick Route 1 ist ein Highway, der über Saint John an die US-Grenze führt.

### Busverkehr
Für den Personennahverkehr ist das städtische Unternehmen Codiac Transit zuständig. Es betreibt 40 Busse auf 22 Routen in Moncton, Dieppe und Riverview.
In Moncton befindet sich der Hauptsitz von Acadian Lines, einem Verkehrsunternehmen, das mehrere Intercity-Buslinien betreibt. Die Busse fahren regelmäßig zwischen allen größeren Städten in der Region, wie z. B. Charlottetown, Halifax und Truro.

## Persönlichkeiten
- Jean Blake Coulthard (1882–1933), Pianistin und Musikpädagogin
- Rick Bowness (* 1955), Eishockeyspieler und -trainer
- Patrice Cormier (* 1990), Eishockeyspieler
- Julie Doiron (* 1972), Musikerin
- Brooklyn Douthwright (* 2003), Schwimmerin
- Gordie Drillon (1913–1986), Eishockeyspieler in der NHL
- Guy Dupuis (* 1970), Eishockeyspieler
- Holly Elissa (* 1979), Schauspielerin, Filmregisseurin, Filmproduzentin, Drehbuchautorin und Aktivistin
- Northrop Frye (1912–1991), Literaturkritiker
- Travis Jayner (* 1982), US-amerikanischer Shorttracker
- Russ Howard (* 1956), Curler und Gewinner der Goldmedaille der Winterspiele 2006
- Roméo LeBlanc (1927–2009), Politiker
- Roland Melanson (* 1960), Eishockeytorwart
- Philippe Myers (* 1997), Eishockeyspieler
- Calvin Pickard (* 1992), Eishockeytorwart
- Chet Pickard (* 1989), deutsch-kanadischer Eishockeytorwart
- Clifford William Robinson (1866–1944), Rechtsanwalt und Politiker
- Kerri Smith, Schauspielerin
- Harry Smyth (1910–1992), Eisschnellläufer
- Milaine Thériault (* 1973), Skilangläuferin
- Stacy Wilson (* 1965), Eishockeyspielerin